# Винамак (Индијана)
Винамак (Индијана) (енгл. Winamac) град је у америчкој савезној држави Индијана.

## Демографија
По попису из 2010. године број становника је 2.490, што је 72 (3,0%) становника више него 2000. године.
| Група             | 2000.         | 2010.         |
| Белци             | 2.333 (96,5%) | 2.381 (95,6%) |
| Афроамериканци    | 17 (0,7%)     | 13 (0,5%)     |
| Азијати           | 3 (0,1%)      | 11 (0,4%)     |
| Хиспаноамериканци | 31 (1,3%)     | 57 (2,3%)     |
| Укупно            | 2.418         | 2.490         |